# Gunnar Jedeur-Palmgren
Axel Gunnar Jedeur-Palmgren, född den 4 november 1899 i Göteborg, död den 6 mars 1996 i Onsala, var en svensk sjöofficer (viceamiral).

## Biografi

### Karriär
Efter avlagd officersexamen blev Gunnar Jedeur-Palmgren utnämnd till fänrik 1921 och kom att tjänstgöra inom sjöartilleriet. Han verkade som kadettofficer vid Kungliga Sjökrigsskolan 1927–1930 och lärare vid Kungliga Sjökrigshögskolan 1937–1940 samt 1941–1944. Jedeur-Palmgren erhöll befordran till kapten 1936, till kommendörkapten av 2:a graden 1941 och till kommendörkapten av 1:a graden 1943. År 1944 blev han inspektör för sjöartilleriet och var detta i ett år till dess han 1945 blev kommendör och chef för vapenavdelningen vid Marinförvaltningen.
1948–1950 var han chef för Karlskrona örlogsvarv och då han befordrades till konteramiral 1950 erhöll han tjänst som souschef vid Marinförvaltningen. Jedeur-Palmgren erhöll avsked med pension 1962 och blev då befordrad till viceamiral.
I egenskap av souschef vid Marinförvaltningen var han 1954–1962 ledamot av Försvarets förvaltningsdirektion.

### Övrigt engagemang
Vid sidan om sin yrkeskarriär var han 1950–1955 vice ordförande i Matematikmaskinnämnden och ledamot i Sjöhistoriska museets nämnd 1951–1957, i styrelsen för Försvarets forskningsanstalt (FOA) 1950–1962 samt ordförande i Försvarets centrala företagsnämnd 1950–1962. Jedeur-Palmgren var även styrelseledamot i Föreningen Sveriges flotta 1951–1957 och ordförande i Svenska Sällskapet för räddning af skeppsbrutne (SSRS) 1964–1973 och styrelseledamot i Nationalfonden för sjökrigets offer 1965–1974.
Jedeur-Palmgren var mycket engagerad i bärgningen av Regalskeppet Wasa under 1950- samt 1960-talen och kom därför att vara ledamot av den av Kunglig Majestät tillsatta Wasanämnden 1959–1962 samt den efterföljande stiftelsen Wasa Rediviva 1963–1965.
Han blev ledamot av Kungliga Örlogsmannasällskapet 1939 och utnämndes till hedersledamot av samma sällskap 1950, ledamot av Kungliga Krigsvetenskapsakademien blev han 1944.
Gunnar Jedeur-Palmgren var far till Lennart Jedeur-Palmgren (1927–2016). De är begravna på Östra kyrkogården i Göteborg.

## Utmärkelser
- Kommendör med stora korset av Svärdsorden, 6 juni 1957.[3]